# I Got You (I Feel Good)
I Got You (I Feel Good) ist ein Song von James Brown, der dem Genre des Funk zuzuordnen ist. I Got You (I Feel Good) ist Browns erfolgreichste und wohl auch bekannteste Single.

## Urheberschaft, Aufnahme und Veröffentlichung
Geschrieben und produziert wurde I Got You (I Feel Good) von James Brown. Der Song wurde am 6. Mai 1965 in den Criteria Studios (Miami, Florida, USA) aufgenommen. Die damalige Band von James Brown war das James Brown Orchestra: 
- James Brown (Gesang)
- Ron Tooley (Trompete)
- Joe Dupars (Trompete)
- Levi Rasbury (Trompete)
- Tristan Nenzel (Trompete)
- Nat Jones (Altsaxofon, Orgel)
- St. Clair Pinckney (Tenorsaxofon)
- Eldee Williams(Tenorsaxofon)
- Al “Brisco” Clark (Tenorsaxofon)
- Maceo Parker (Tenorsaxofon)
- Jimmy Nolen (Gitarre)
- Alphonso “Country” Kellum (Gitarre)
- Bernard Odum (Bass)
- Melvin Parker (Schlagzeug)

I Got You (I Feel Good) erschien im November 1965 auf der A-Seite (2:44) einer Single des Labels King mit I Can't Help It (I Just Do-Do-Do) als B-Seite (2:35).

## Alternative Aufnahme und Live-Version
Bereits im September 1964 nahm Brown unter dem Titel I Got You mit deutlich kleinerer Besetzung (sieben statt 14 Musiker) eine etwas kürzere Version (2:27) auf. Diese ist auf dem Album Out of Sight sowie auf dem Boxset Star Time enthalten.
Für das Album Live at the Apollo – Volume II aus dem Jahr 1968 stand I Got You (I Feel Good) auf der Setlist, allerdings wurde der Song von Brown und seiner Band bei dem Konzert in einer etwas beschleunigten und stark verkürzten Version (0:30) vorgetragen.

## Charts und Rezeption
I Got You (I Feel Good) ist die erfolgreichste Single, die James Brown jemals veröffentlicht hat: Platz 3 der Single-Charts von Billboard.
In der Liste der 500 besten Songs aller Zeiten des Musikmagazins Rolling Stone erreichte I Got You (I Feel Good) Platz 78.

## Trivia
I Got You (I Feel Good) ist auf den Soundtracks zahlreicher Filme enthalten, unter anderem auf dem von Good Morning, Vietnam.